# 管野ダム
管野ダム（かんのダム）は、山形県長井市、一級河川・最上川水系置賜野川（おきたまのがわ）にかつて存在していたダムである。
山形県が最初に建設した補助多目的ダムで、高さ44.5メートルの重力式コンクリートダムとして建設された。上流にある木地山ダム（きじやまダム）と共に長井市の治水とかんがい用水補給、及び水力発電に貢献していたが、直下流に国土交通省東北地方整備局が長井ダムを建設、2010年（平成22年）ダムの試験湛水が完了したことで完全に水没し、現存しない。

## 地理
置賜野川は最上川に合流する主要な支流のひとつである。磐梯朝日国立公園に指定されている朝日連峰の最高峰である朝日岳を水源として、上流部は急峻（きゅうしゅん）な野川渓谷を形成する。山地を抜けると扇状地を形成、長井市中心部を流れた後最上川に合流する。流路延長は28.0キロメートル、流域面積は130平方キロメートルの河川であり、その80パーセントは山地で形成され急勾配であることから、急流河川となっている。

## 沿革
長井市で最上川に合流する置賜野川は古くから沿岸の農地の水源として利用されており、4ヶ所の固定堰が建設され約1,525ヘクタールに農業用水を供給していた。だが河況係数の高い河川であり大雨が降れば水害、旱魃になれば渇水に陥る極端な流量の河川である。だが、1930年（昭和5年）に旧河川法の準用区域に指定されるまでは堤防も建設されておらず、改修が開始されても急流である為に簡単に堤防が決壊する状況であった。このため根本的な治水と利水（灌漑）が流域から要望されていた。
戦後、置賜野川は砂防事業が1949年（昭和24年）より施工されていたが、同年経済安定本部は打ち続く水害による経済復興の遅れを阻止する為に全国主要10水系を対象に「河川改訂改修計画」を策定。最上川水系では「第一次最上川改定改修計画」が発表された。置賜野川は上記の理由に加えて急流である事から水力発電事業の適地として注目され、こうした観点から山形県は砂防事業を発展させて1951年（昭和26年）より「野川総合開発事業」を策定。その根幹事業として管野ダムが計画された。

## 目的
管野ダムは高さ44.5メートルの重力式コンクリートダムである。ダム地点は野川渓谷の下流部に位置し、水没予定地には民家も無かった。立木補償・流木補償・漁業補償を実施したが大きな混乱も無く、1952年（昭和27年）より本体工事を開始し1953年（昭和28年）にはコンクリートの打設が完了。1954年（昭和29年）より管理・運用が開始された。山形県下における初の多目的ダムである。
目的は野川橋を基準として最上川合流点までにおける置賜野川の洪水調節、長井市内の農地約1,525haの既得農地に対する慣行水利権分の農業用水を補給する不特定利水、及び山形県企業局が管理する野川第一発電所による認可出力6,100kWの水力発電である。管野ダムの完成によって置賜野川流域の治水と利水に、大きな貢献が出来るものと期待された。

## 木地山ダム
ところが管野ダム建設中の1953年8月18日、流域を集中豪雨が襲い置賜野川はダムの洪水調節の限界を超える洪水を記録。管野ダムだけでは洪水調節の万全性に不安が生じた。また、野川流域の山麓地域における農地開墾が進み、こうした状況下で農地面積の拡大が推移すると管野ダムでの農業用水補給では農地全体の3分の2しか賄えず、「野川総合開発事業」の当初目的達成が困難となる事が明らかになった。この為管野ダムの他にもう一つ置賜野川にダムを建設し本来の目的を達成しようとした。
こうして1958年（昭和33年）より管野ダム上流に計画されたのが木地山ダム（きぢやまダム）である。総貯水容量が820万トンと管野ダムの倍の容量を有する補助多目的ダムとして計画され、1961年（昭和36年）に完成した。高さは46.0メートルで型式は当時盛んに建設されていた中空重力式コンクリートダムである。目的は1953年8月豪雨規模の洪水に対応可能な洪水調節、管野ダムでカバーできない既得農地に対する慣行水利権分の農業用水補給を行う不特定利水、そして野川第二発電所（認可出力：11,000キロワット）による水力発電である。
この木地山ダム完成によって「野川総合開発事業」の当初目的である治水と1,525ヘクタールの農地へ農業用水補給が可能となり、流域住民の悲願が実現した。木地山ダムの補償問題に関しても長井市・長井市議会の全面的な協力の下交渉に当たっている。管野ダム・木地山ダムは以降山形県野川水系ダム管理事務所による統合管理が行われ、合理的な運用が行われている。なお山形県内には木地山ダムのほか中空重力ダムとして蔵王ダム（馬見ヶ崎川）があり、山形県は地方自治体で唯一二箇所の中空重力ダムを管理している。

## 長井ダムに沈む

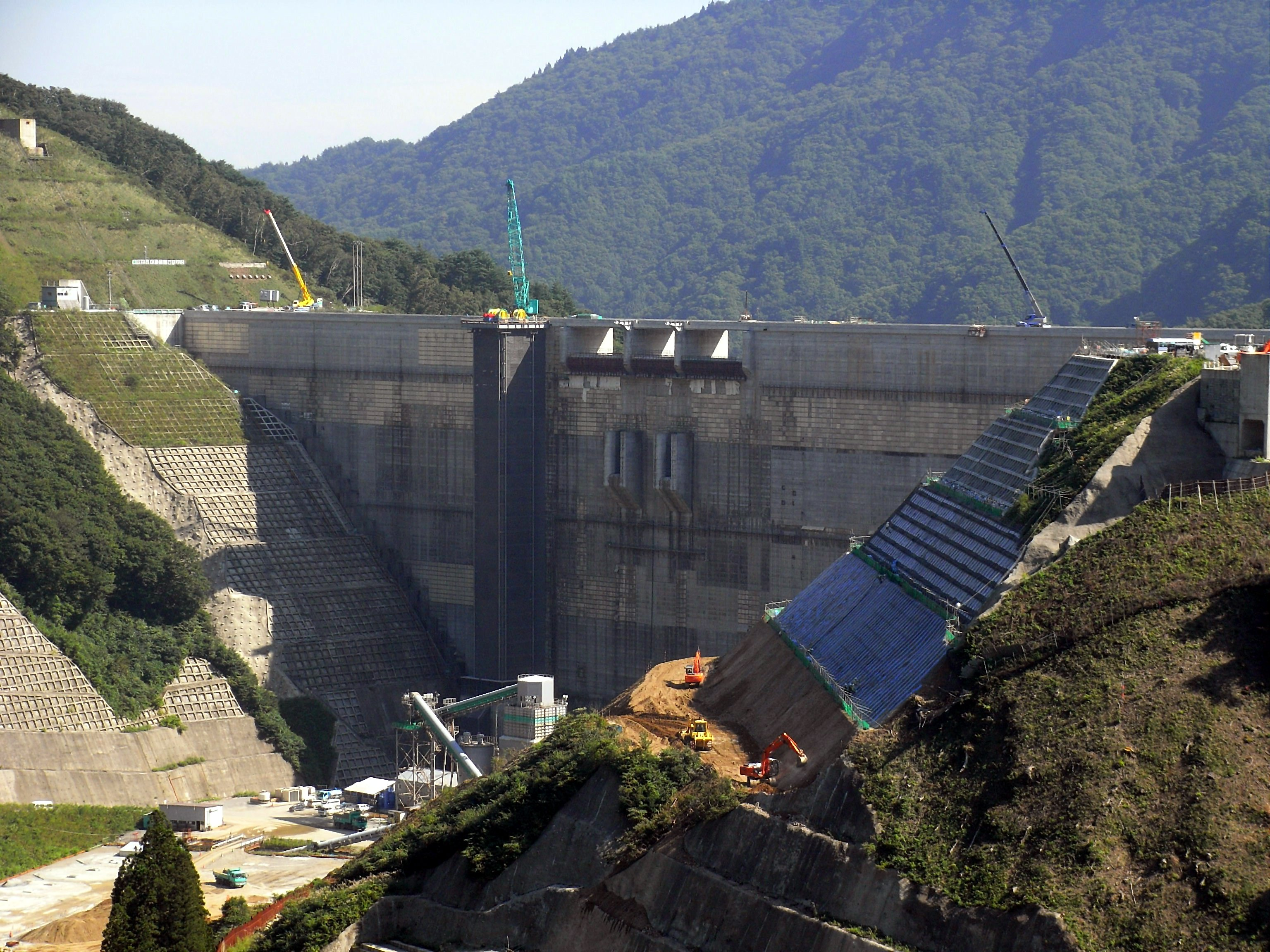
建設中の長井ダム（2007年9月撮影）

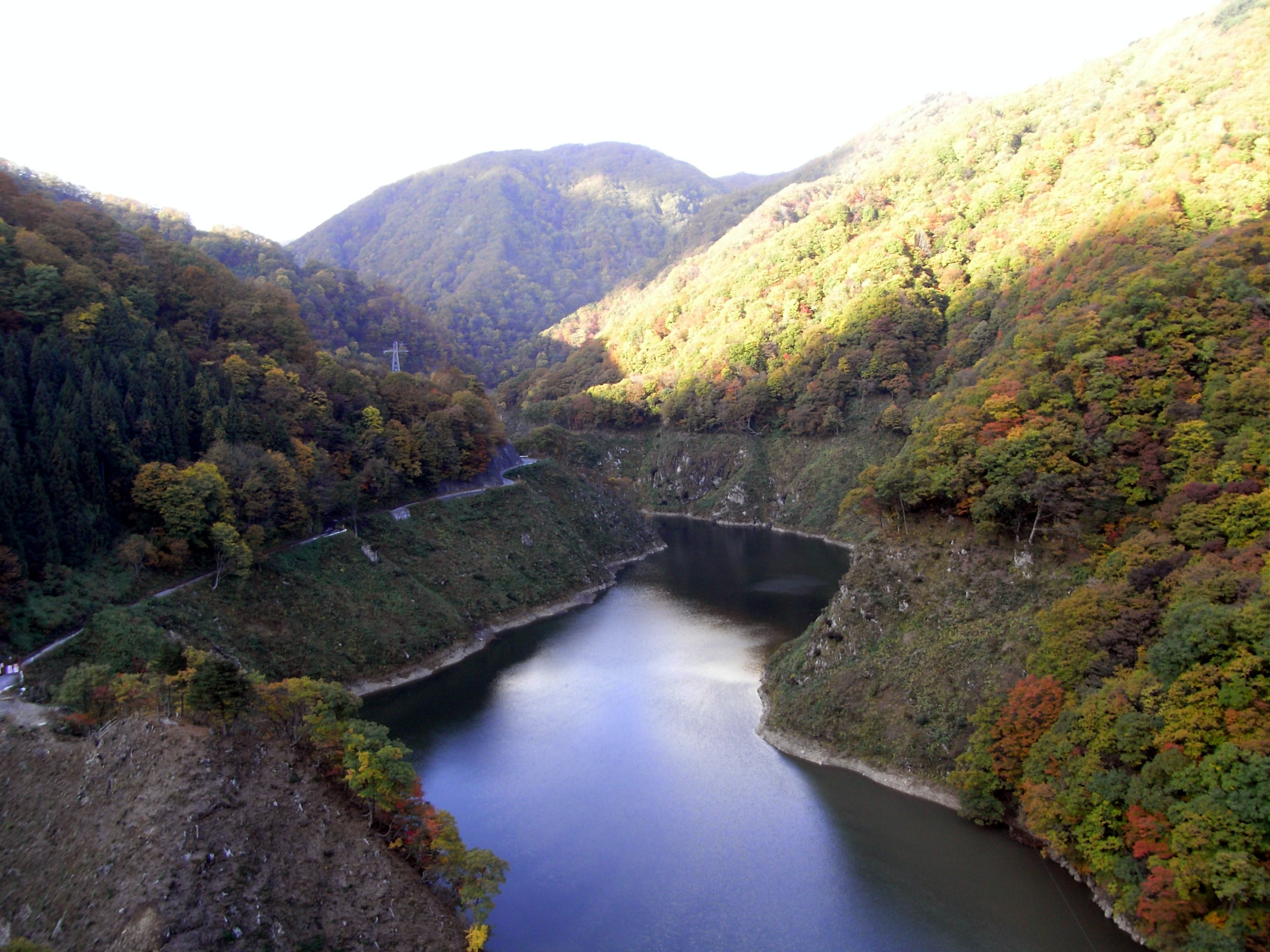
管野ダム湖。長井ダムにより山腹の刈り込み部と植生部の境まで水位が上昇する。

こうして管野ダムは木地山ダムと共に長井市の治水・利水に貢献したが、1967年（昭和42年）の羽越豪雨や1969年（昭和44年）7月・8月の連続豪雨によって最上川流域は重大な被害を受けた。また1973年（昭和48年）の大渇水や長井市の人口増加による上水道需要の増大によって、治水と利水に対する再検討が必要となった。
建設省（現・国土交通省）は「最上川水系工事実施基本計画」を策定し主要支川に特定多目的ダムを建設する計画を立て、これに則り白川ダム（置賜白川）と寒河江ダム（寒河江川）が計画・施工された。一方山形県は管野ダムのダム再開発事業としてダム直下に大規模な補助多目的ダム建設を1976年（昭和51年）4月より計画した。この「新野川ダム建設計画」は1979年（昭和54年）7月に「長井ダム」と名を変え、翌1984年（昭和59年）には「最上川水系工事実施基本計画」の変更によって建設省に事業が移管され、以後特定多目的ダム事業として進められた。
長井ダムは高さ125.5メートルの重力式コンクリートダムであり（詳細は長井ダムの項を参照）、完成時に管野ダムは水没する設計とされた。ダムが水没する例としては青森県の沖浦ダム（浅瀬石川。浅瀬石川ダムに水没）があるが、管野ダムは水門などの設備撤去が行われた後、試験湛水後に長井ダム湖である「ながい百秋湖」の湖底に沈み行く。長井ダムの試験湛水は2010年4月30日に試験放流を実施したことで山形県初の多目的ダムである管野ダムは55年に及ぶ歴史の幕を閉じ、ながい百秋湖に水没した。従って現在管野ダムの姿を見ることは出来ない。長井ダムは周辺の影響確認などを経て翌2011年に正式に竣工し、運用を開始した。なお管野ダムではダムカードも発行されていた。
なお、上流にある木地山ダムであるが、長井ダムの完成後も連携した治水・利水を行う。ただし従来野川沿いにあった野川第二発電所が長井ダム完成後に水没してしまうことから、発電所施設をながい百秋湖の満水面より上部に移転する工事が実施された。木地山ダムへは管野ダムを望む竜神大橋を通過後上流へ直進することで到着する。野川第二発電所付近までは1.5車線整備された道路であるが、それより先は車一台がようやく通過できる離合不可能な幅員の狭い道路となり、カーブも多くガードレールもないいわゆる「険道」となる。従って転落の危険性が高いため通行には細心の注意が必要であり、運転初心者は避けた方が無難である。